# نيكولا بودان
نيكولا توما بودان (بالفرنسية: Nicolas Thomas Baudin)، وُلد في 17 فبراير عام 1754 وتوفي في سبتمبر من عام 1803، كان مستكشفًا فرنسيًا، وراسم خرائط، وعالم بيئة، وهيدروغرافيًا.

## سيرة حياته

### مطلع حياته
وُلد بودين فردًا من عامة الشعب في بلدية سان مارتن دو ري في جزيرة ري في 17 فبراير من عام 1745، انضم بودين إلى الأسطول التجاري بصفته صبيًا متمرنًا على القيادة في عمر الخامسة عشر، وكان آنذاك متوسط الطول بني الشعر. انضم بعدها إلى شركة الهند الشرقية الفرنسية في فلاماند في عمر العشرين. عاد من الهند على سفينة ايتوال ووصل إلى بلدة لوريان.
في بداية عام 1778، أبحر بودين من مدينة نانت على سفينة ليون بصفته مساعدًا ثانيًا. كانت ليون سفينةً مجهزةً من قبل عمه جان بلتيير ديودوير استجابةً لطلب الأمريكيين، وأصبحت سفينة مسلحة وتغير اسمها إلى دين. في البداية، وقف وزير البحرية ضد انطلاقها، لكنه غير رأيه في النهاية وأعطاهم الرخصة للرحيل، وهذا بعد توقيع اتفاقية بين فرنسا وأميركا في السادس من فبراير. لما اشتد الخلاف بين الطاقمين الفرنسي والأميركي على سفينة ليون، كُلف نيكولاس بودين بإدارة سفينة لاموت-بيكيه من قبل دوق شواسول، وهي سفينة جهزها جان بلتيير ديودوير. كانت وجهتها الرسمية نحو مستعمرة سان دومينغو، لكنها اتجهت في الحقيقة نحو مقاطعة نوفا سكوشا، وغرقت في بلدة ليفربول الكندية في مقاطعة نوفا سكوشا.
تعرض نيكولاس للإصابة، وأُسر من قبل الإنجليز في الرابع والعشرين من أبريل عام 1778 وحُجز في مدينة هاليفاكس (عاصمة مقاطعة نوفا سكوشا) في كندا. هرب بعد مرور شهر مع عشرة سجناء آخرين، واختبأ بين المجتمعات الصديقة في مستعمرة أكاديا.
عُين بودين ربانًا لسفينة النقل أمفيتريت، التي أغرقتها الفرق الإنجليزية الستون في البحر، وأُنقذ في قارب تجديف شاقًا طريقه إلى كيب كود وبعدها إلى بوسطن.
بعد استلامه منصب قبطان سفينة ريفانش، ذات حمولة 400 طن، والمجهزة من قبل جان وأبناء بوردو، مع ثلاثين رجلًا واثني عشر مدفعًا، اعتقل بودين ثانيةً من قبل الإنجليز خارج كاب-فرانسيه متجهًا إلى بوسطن. أخذ إلى جامايكا أسيرًا، ودخل في عملية تبادل بناءً على طلب الكونت دورغو حاكم سان دومينغو. عاد إلى فرنسا على متن البارجة مينيرف، تحت إمرة القبطان غريموارد، الذي أُعدم في روشفور.
بعودته إلى فرنسا، عُين بودين قبطانًا في أميرالية لا روشيل في 2 مارس عام 1780، وأبحر على متن سفن الأسطول التجاري. في عمر الـ 27 نال منصب قبطان أبولو، وهي بارجة مدنية قادرة على حمل 1100 طن ومجهزة بـ 42 مدفعًا، أعدها جان بيلتيير ديودوير. كان يشكل جزءًا من القافلة التي أخذت فيلق لوكسمبورغ لتقوية دفاع مستعمرة كيب الهولندية في رأس الرجاء الصالح في جنوب أفريقيا، ولكن خلال توقف الرحلة في مدينة بريست، قرر الكونت ديكتور أنه سيعين رجلًا لديه خبرةُ أكبر، ووقع اختياره على فيليكس دو سان إيلاير. وفي طريق عودته إلى نانت وإلى إزعاجات بومارشيه، عهد مالك السفينة، عم بودين، إليه بقيادة سفينة إيمابل أودجيني، وهي سفينة بحمولة 600 طن، ليقودها إلى سان-دومينغو وبعدها إلى الولايات المتحدة. عاد إلى بوردو وترك إقليم جِرُنْدَةُ في 12 ديسمبر من عام 1782. كان جزءًا من قافلة مكونة من خمسة سفن تجارية هاجمتها السفينة الإنجليزية، الميدييتور. بعد خوضه معركة صعبة استطاع نيكولاس بودين الهرب، لكن السفينتين الآخرتين اللتين لبومارشيه أُسرتا.
غرق المركب عند وصوله إلى سان دومينغو، في 23 آذار عام 1783 في بلدية بويرتو بلاتا، لكن الشحنة أُنقذت. فاوض نيكولاس بودين عليها ورحل ثانيةً إلى نانت في 23 أبريل على سفينة برينس رويال التي اشتراها مباشرةً. في 23 أغسطس أعاد بيع قاربه والذي أصبح اسمه في ذلك الوقت اتحاد الأخوة الستة إلى روبيرت بيتوت، وهو صانع سفن من منطقة إيل دو فرانس، والذي كان قد تحرر لتوه من الأسر الإنجليزي، وأسس نفسه كتاجر في بوردو. عوضت شركة التأمين بومارشيه من خلال باني قواربه بيلتيير ديودوير.
في 16 أبريل من عام 1784، غادر بودين سان دومينغو مرة أخرى على سفينة كومت دانغوفيلليي، والتي بناها جان بيلتيير، بحمولة 1000 طن و8 مدافع. كان مرافقًا لأخيه أليكسندر بصفته نائب الربان. كانا في ذلك الوقت بعمر 29 و27 سنة من العمر. امتلك نيكولاس 25% من حصة الرحلة. عاد الأخوان إلى نانت في 8 ديسمبر عام 1784.
في أبريل من عام 1785، كتب بودين إلى بنجامين فرانكلين يطلب منه توصيات للقبول به عضوًا في جمعية سينسيناتي. ووقع رسالته باسم «قائد بارجة كومت دانغيفيلييه، بيت بلتيير ديودوير، رصيف المشفى».
في 22 يوليو من عام 1785، اشترى الأخان بودين سفينة كارولين، وهي سفينة بحمولة 200 طن، بنيت على يدي الإخوة تيبوديير. كان سيأخذ آخر أكادي (الأكاديون هم المستوطنون الفرنسيون الأوائل في أكاديا) إلى لويزيانا. كان متخلفًا عدة أشهرعن أخيه ألكسندر الذي كان ربانًأ لسفينة سان ريمي، والتي بناها جان بلتيير ديودوير. في لانوفيل أورليان، أغراه متجر محلي بأخذ حمولة من الخشب، واللحم المملح، والقد والطحين، إلى إيل دو فرانس (التي تدعى الآن موريشيوس)، والتي نقلها في سفينة جوزيفين (التي دعيت أيضًا بيبيتا)، وغادر نيو أورليان في 14 يوليو عام 1786 ووصل إلى إيل دو فرانس في 27 مارس عام 1787. على مسار الرحلة، رست جوزيفين في كاب-فرانسيه في هاييتي لعقد اتفاقيات لنقل العبيد إلى هناك من مدغشقر، حيث واجه في هاييتي عالم النبات الأسترالي فرانز جوزيف ميرتر، الذي أطلعه بوضوح على أن عالم نبات آخر يدعى فرانز بوس كان في كاب أوف غود هوب منتظرًا قاربًا يقله إلى موريتيوس. رست جوزيفين في الرأس البحري وأقلت العالم بوس على متنها. في موريشيوس، استأجر بوس سفينة بودين لنقله وجمع الأنواع النباتية المتجمعة هناك وفي الرأس البحري عائدًا إلى أوروبا. أكمل بودين هذه المهمة، ووصلت جوزيفين إلى المدينة الإيطالية تريستي في 18 يونيو عام 1788.
كانت الحكومة الإمبراطورية في فيينا تعتزم تنظيم بعثة أخرى لدراسة التاريخ والطبيعة، والتي سيرأسها العالم بوس، وسترسل فيها سفينتان إلى سواحل مالابار وكوروماندل في الهند، والخليج العربي، والبنغال، وسيلان (الآن سريلانكا)، وسومطرة، وجزيرة جاوة، جزيرة بورنيو، كوشن الصين، تونكين (منطقة تقع في دلتا النهر الأحمر شمال فييتنام)، اليابان، والصين. وجد بودين مبررًا ليأمل في منحه إمرة السفن المرسلة في البعثة.

### البعثة الأسترالية
لاحقًأ في عام 1788، أبحر بودين في رحلة تجارية من تريستي إلى المدينة الصينية كانتون في سفينة غاردنيير. وصل إلى كانتون على الأغلب من موريشيوس تحت راية الولايات المتحدة الأميركية. من المحتمل أنه فعل ذلك لتجنب احتمال الاستيلاء على سفينته من قبل الصينيين لدفع الديون المترتبة على الشركة الملكية الآسيوية في تريستي. ومن هناك، أرسل بودين سفينة غاردنيير تحت قيادة الربان الثاني في مجازفة للتجارة بالفرو إلى الساحل الأميركي الشمالي الغربي، لكن السفينة تعثرت في جزيرة أسونسيون في جزر ماريانا الشمالية في أواخر عام 1789.

## روابط خارجية
- نيكولاس بودين على موقع الموسوعة البريطانية (الإنجليزية)